# Pouswaka
Ne doit pas être confondu avec Pouswaka-Peulh.
Pouswaka est un village situé à 15 km dans le département de Tenkodogo de la province de Boulgou dans la région du Centre-Est au Burkina Faso.